# Ulysse Négrier
Pas d'image ? Cliquez ici

a Compétitions nationales et continentales officielles uniquement.

b Matchs officiels uniquement.
Ulysse Négrier, né le 8 juin 1922 à Saint-Laurent-de-la-Salanque et mort le 31 janvier 1985 à Perpignan, est un joueur international français de rugby à XIII, évoluant au poste de talonneur ou de pilier.
Il fait partie de la grande équipe de Marseille dans les années 1940 et 1950 avec lequel il remporte le Championnat de France 1949 et la Coupe de France 1948 et 1949. Il côtoie également l'équipe de France avec laquelle il dispute la Coupe d'Europe des nations 1950. 

## Palmarès
- Collectif[1] :
  - Vainqueur du Championnat de France : 1949 (Marseille).
  - Vainqueur de la Coupe de France : 1948 et 1949 (Marseille ).
  - Finaliste du Championnat de France : 1950 et 1952 (Marseille).